# Грязновский сельсовет (Липецкая область)
Грязновский сельсове́т — сельское поселение в Липецком районе Липецкой области. 
Административный центр — село Грязное.

## История
В соответствии с законами Липецкой области №114-оз от 02.07.2004 и №126-оз от 23.09.2004 Грязновский сельсовет наделён статусом сельского поселения, установлены границы муниципального образования.

## Население
| 2010 | 2012 | 2013 | 2014 | 2015 | 2016 | 2017 |
| ---- | ---- | ---- | ---- | ---- | ---- | ---- |
| 513  | ↘492 | ↘473 | ↘444 | ↗445 | ↗481 | ↗492 |
| 2018 | 2021 |      |      |      |      |      |
| →492 | ↗510 |      |      |      |      |      |

## Состав сельского поселения
| № | Населённый пункт | Тип населённого пункта       | Население |
| - | ---------------- | ---------------------------- | --------- |
| 1 | Грязное          | село, административный центр | ↗510      |